# اولد ماینز (میزوری)
اولد ماینز (به انگلیسی: Old Mines) یک منطقهٔ مسکونی در ایالات متحده آمریکا است که در میزوری واقع شده‌است.